# Bryconamericus cismontanus
Bryconamericus cismontanus är en fiskart som beskrevs av Eigenmann, 1914. Bryconamericus cismontanus ingår i släktet Bryconamericus och familjen Characidae. Inga underarter finns listade.